# Mustafà Kamil Paixà
Mustafà Kamil Paixà —en àrab مصطفى كامل باشا, Muṣṭafà Kāmil Bāxā— (el Caire 14 d'agost de 1874 - 10 de febrer de 1908) fou un líder nacionalista d'Egipte.
Va estudiar Dret a Egipte i Tolosa de Llenguadoc, on es va llicenciar el 1894. Va tornar aquest any a Egipte i va fundar el Partit Nacionalista (al-Hizb al-watani) que volia la independència nacional, la restitució del Sudan, i un règim parlamentari. Va fer una intensa activitat en favor de la causa per tot el món. El 1904 el sultà otomà li va concedir el títol de paixà. El 1899 va fundar el diari "al-Liwa" (L'estendard) que va aparèixer a l'inici del 1900 i va ser un gran èxit i el 1902 hi va afegir una revista trimestral. Va proclamar el seu reconeixement del sultà otomà com a califa de l'islam.
L'Entesa Cordial de 8 d'abril de 1904 entre França i Anglaterra per la qual França quedava amb les mans lliures al Marroc abandonant tota queixa per l'ocupació anglesa d'Egipte, fou un seriós handicap personal i pel partit. Kamil es va radicalitzar i l'octubre de 1904 va trencar amb el khediv Abbas Hilmi II. L'incident del llogaret de Dinshawa al delta el 13 de juny de 1906, quan oficials britànics que tiraven als colomins van disparar contra una dona egípcia i foren atacats pels camperols que van matar a un oficial, va donar un impuls major al nacionalisme perquè un tribunal especial presidit pel copte Butros Ghali Pasha, ministre de Justícia, va condemnar a quatre camperols a mort, 17 a treballs forçats i un a ser fuetejat (27 de juny) i les condemnes foren executades (28 de juny). Les gestions de Kamil i les protestes de tot Europa van provocar la sortida d'Egipte del cònsol general Evelyn Baring Lord Cromer (6 de maig de 1907) ocupant el seu lloc Sir John Eldon Gorst.
Kamil va ampliar la base del seu partit i va convocar un congrés nacional per final del 1907. aquest es va reunir el 7 de desembre de 1907 al Caire amb 1017 delegats i fou nomenat president vitalici. Ja estava malalt des de l'estiu del 1906 i va morir poc després el 10 de febrer de 1908 de tuberculosis intestinal, quan només tenia 34 anys. El partit sense la seva direcció, es va dividir i va deixar de tenir cap importància.
És considerat el segon esgraó en el nacionalisme egipci després d'Urabi Paixà (1882) i abans de Sad Zoghlul Pasha (1918). Va deixar diversos escrits.